# Rosenbergia freneyi
Rosenbergia freneyi là một loài bọ cánh cứng trong họ Cerambycidae.